# Fantasporto
Fantasporto lub Fantas – międzynarodowy festiwal filmowy w Porto, odbywający się co roku od 1979. 
Na początku był festiwalem filmów science fiction i fantasy, jednak jego ogromna popularność zmusiła organizatorów do poszerzenia repertuaru o thrillery i horrory, a następnie do ogłoszenia konkursu na najlepszego początkującego reżysera. Pomimo tego fantasy jest nadal znakiem rozpoznawczym festiwalu, uważanego za największy w Portugalii i jeden z największych w Europie.

## Nagrodzone filmy
- 1982 – The Redeemer – Krsto Papić
- 1983 – Skanerzy – David Cronenberg
- 1984 – Ostatnia walka – Luc Besson
- 1985 – Towarzystwo wilków – Neil Jordan
- 1986 – Fuego eterno – Jose Angel Rebolledo
- 1987 – Obrona królestwa – David Drury
- 1988 – Chińskie duchy – Ching Siu-tung
- 1989 – Małpia intryga – George A. Romero
- 1990 – Czarna tęcza – Mike Hodges
- 1991 – Henry – Portret seryjnego mordercy – John McNaughton
- 1992 – Toto bohater – Jaco Van Dormael
- 1993 – Martwica mózgu – Peter Jackson
- 1994 – Cronos – Guillermo del Toro
- 1995 – Płytki grób – Danny Boyle
- 1996 – Siedem – David Fincher
- 1997 – Brudne pieniądze – Bracia Wachowski
- 1998 – Retrospekcja – Louis Morneau
- 1999 – Cube – Vincenzo Natali
- 2000 – Kolor zachodu słońca – John Polson
- 2001 – Amores perros – Alejandro González Iñárritu
- 2002 – Fausto 5.0 – Los Fura del Baus
- 2003 – Intacto – Juan Carlos Fresnadillo
- 2004 – Opowieść o dwóch siostrach – Kim Jee-woon
- 2005 – Wielkie nic – Vincenzo Natali
- 2006 – Frostbiten – Anders Banke
- 2007 – Labirynt fauna – Guillermo del Toro
- 2008 – REC – Jaume Balagueró & Paco Plaza
- 2009 – Idiots and Angels – Bill Plympton